# Pont-en-Ogoz
Pont-en-Ogoz – gmina (fr. commune; niem. Gemeinde) w Szwajcarii, w kantonie Fryburg, w okręgu Gruyère. Leży nad jeziorem Lac de la Gruyère. Powstała 1 stycznia 2003 z połączenia gmin Avry-devant-Pont, Le Bry i Gumefens.

## Demografia
W Pont-en-Ogoz mieszkają 1973 osoby. W 2020 roku 13,9% populacji gminy stanowiły osoby urodzone poza Szwajcarią.

## Transport
Przez teren gminy przebiegają autostrada A12 oraz droga główna nr 12.